# Jane Akre
Jane Akre   (segle XX) és una periodista estatunidenca. Amb el seu exmarit, Steve Wilson, apareixen a la pel·lícula documental de 2003 The corporation. Ha treballat a CNN i a Fox Broadcasting Company. El 2007 es va convertir en l'editora en cap d'InjuryBoard.com.
El 1997 Akre i Wilson van començar a treballar en una història sobre l'empresa de biotecnologia agrícola Monsanto Company i l'hormona de creixement bovina recombinant (rBGH), un additiu de la llet l'ús del qual havia estat aprovat per l'Administració d'Aliments i Fàrmacs però que s'associava al càncer. Akre i Wilson van planejar un reportatge televisiu d'investigació de quatre parts sobre l'ús de l'rBGH per part de Monsanto, que va fer que l'empresa pressionés el president de Fox News Channel perquè censurés el reportatge per a evitar un «dany enorme a la seva imatge».
Finalment, la cadena de televisió va silenciar el reportatge, després que Akre i Wilsom el reescrivissin fins a vuitanta vegades al llarg de 1997, i va decidir «rescindir els seus contractes de treball unilateralment». L'any següent, Fox va emetre un reportatge sobre Monsanto i l'rBGH favorable a la corporació.
Quan els seus contractes es van rescindir, Akre i Wilson van presentar una demanda sobre la censura informativa, al·legant que la seva terminació va ser una represàlia per «resistir els intents de distorsionar o suprimir la història de l'hormona de creixement bovina recombinant de Monsanto». En una declaració conjunta, Wilson va afirmar que a ell i a Akre «se'ls va ordenar repetidament que seguissin endavant i emetessin versions demostrablement inexactes i deshonestes de la història», i «se'ls va donar aquestes instruccions per part d'alguns lobbys corporatius de Monsanto». El judici va començar l'estiu de 2000 amb un jurat que va desestimar totes les reclamacions presentades per Wilson, però es va posar del costat d'un aspecte de la demanda d'Akre, indemnitzant-la amb 425.000 dòlars d'acord amb la Comissió Federal de Comunicacions.
Amb aquesta història, Akre i Wilson van guanyar el Premi Mediambiental Goldman, així com l'Ethics in Journalism Award de la Society of Professional Journalists.